# فارس آزادي
فارس خالد آزادي، لاعب كرة قدم قطري، من مواليد 19 ديسمبر 2000 لعب سابقاً مع نادي السيلية .